# جین برایان

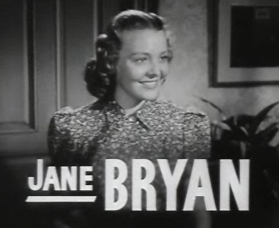

جین برایان (انگلیسی: Jane Bryan; زاده ۱۱ ژوئن ۱۹۱۸ – درگذشته ۸ آوریل ۲۰۰۹) یک هنرپیشه اهل ایالات متحده آمریکا بود. وی بین سال‌های ۱۹۳۶ تا ۱۹۴۰ میلادی فعالیت می‌کرد.

## گزیده فیلمشناسی
از فیلم‌ها یا برنامه‌های تلویزیونی که وی در آن نقش داشته‌است می‌توان به آثار زیر اشاره کرد.
- زن بدنام (۱۹۳۷)
- خواهران (فیلم ۱۹۳۸) (۱۹۳۸)
- پیردختر (فیلم ۱۹۳۹) (۱۹۳۹)